# För försvaret av Leningrad
Medaljen För försvaret av Leningrad instiftades efter en ukas från Högsta Sovjets presidium av den 22 december 1942. Skaparen av medaljens bild var konstnären N. I. Moskaljov.
Med medaljen "För försvaret av Leningrad" belönades alla som hade deltagit i försvaret av Leningrad (1941-1944):
- värnpliktiga inom Röda arméns enheter, krigsflottan och NKVD-trupperna, vilka hade deltagit i försvaret av staden;
- arbetare, tjänstemän och andra personer ur civilbefolkningen, som hade deltagit i stridshandlingarna vid försvaret av Leningrad och vilka hjälpte till genom sitt självuppoffrande arbete vid olika fabriker, institutioner, och vilka deltog vid upprättandet av försvarsanordningar, tjänstgjorde vid luftvärnsförsvaret, vid bevakningen av den gemensamma egendomen, deltog i eldbekämpningen efter fiendens flyganfall, som såg till att stadstransporterna och radiokommunikationerna fungerade, ansvarade för matförsörjningen, samt försörjningen av kultur- och hushållstjänster för befolkningen, vårdade de sjuka och de sårade, organiserade barnvård och vilka deltog i andra åtgärder som syftade till att försvara staden.

Medaljen "För försvaret av Leningrad" bärs på den vänstra brösthalvan, och om man har blivit dekorerad med andra medaljer så skall den placeras direkt efter medaljen "För räddningen av de drunknande".
Personer som blivit dekorerade med medaljen "För försvaret av Leningrad" äger rätten att senare bli dekorerade med den senare inrättade jubileumsmedaljen "Till minnet av 250-årsjubileet av Leningrad".
Fram till 1985 hade 1 470 000 personer dekorerats med medaljen "För försvaret av Leningrad", av dessa var 15 000 barn och ungdomar i den belägrade staden.

## Medaljens beskrivning
Medaljen "För försvaret av Leningrad" tillverkas i mässing och har formen av en cirkel som har en diameter på 32 millimeter.
På medaljens framsida finns en bild på Amiralitetet i Sankt Petersburg, en grupp rödgardister, sovjetiska marinssoldater, manliga och kvinnliga arbetare med nedfällda gevär. I medaljens övre del ser man en femuddig liten stjärna och längs kanten inskriptionen "För försvaret av Leningrad" ("Za oboronu Leningrada"). Medaljens framsida omges av en utbuktande kant.
På medaljens baksida finns inskriptionen "Za nasju sovetskuju rodinu" ("För vårt sovjetiska fosterland"). Ovanför inskriptionen finns avbildad hammaren och skäran.
Alla inskriptioner och bilder på medaljen är utbuktande.
Medaljen sätts genom ett öra och en ring fast ihop med en femkantig metallbricka som är omgiven av ett 24 millimeter brett olivfärgat moiré-silkesband med en längsgående grön 2 millimeter bred remsa i mitten. Bandets bredd är 24 millimeter.